# 생명의 나무 웹 프로젝트
생명의 나무 웹 프로젝트는 지구 생명의 다양성과 계통 발생에 대한 정보를 제공하는 인터넷 프로젝트이다.
동료 평가를 거친 이 공동 프로젝트는 1995년에 시작되었으며 전 세계의 생물학자들이 작성했다. 이 사이트는 2011년 이후로 업데이트되지 않지만 여전히 페이지에 액세스할 수 있다.
이 웹 페이지는 분지학적으로 계층화된 진화 생명 나무의 형태로 계층적으로 연결되어 있다. 각각의 페이지에는 하나의 특정 유기체 그룹에 대한 정보가 포함되어 있으며 분기된 나무와 같은 형태에 따라 구성되어 서로 다른 유기체 그룹 간의 가상 관계를 보여준다.
이 프로젝트는 2009년에 애리조나 대학교의 자금 조달 문제에 부딪혔다. 제출된 페이지와 트리하우스는 소규모 자원 봉사자들에 의해 검토되기 때문에 승인에 상당히 오랜 시간이 걸렸으며, 2011년경에 모든 활동이 종료된 것으로 보인다.

## 역사
이 프로젝트의 아이디어는 1980년대 후반에 시작되었다. David Maddison은 박사 연구 기간 동안 컴퓨터 프로그램인 MacClade에서 작업하고 있었는데, 이 프로그램은 종의 계통 발생수(phylogenetic tree)에 대한 통찰력을 제공하는 응용 프로그램이다. 그는 사용자가 계통수를 탐색하고 다른 하위 분류군 또는 상위 분류군을 확대할 수 있는 기능으로 이 프로그램을 확장하기를 원했다.
따라서 이러한 연결은 독립 실행형 응용 프로그램에만 있는 것은 아니었다. 연구원들은 응용 프로그램을 World Wide Web으로 내보내는 아이디어를 내놓았고 이는 1995년에 실현되었다. 1996년부터 2011년까지 전 세계 300명이 넘는 생물학자들이 분류군 웹 페이지를 계통 발생 브라우저에 추가했다.
ToL 프로젝트의 품질을 보장하기 위해 이사회는 동료평가를 사용했다. 검토된 페이지는 특정 주제를 전문으로 하는 2~3명의 연구원에게 전송되었다. 저자의 개인 페이지를 방문하는 것이 가능하다. 접근할 수 없는 경우 해당 기관은 항상 각주에 있다. 웹 사이트가 종료될 때까지 35,960종을 포함하는 전체 나무 구조는 csv 데이터 세트로 다운로드할 수 있다.

## 같이 보기
- 생명의 카탈로그
- 찰스 다윈
- 생명의 백과사전
- 오픈 트리 오브 라이프
- 생명의 나무 (과학)
- Wikispecies